# Шалајко
„Шалајко” је југословенска телевизијска серија снимљена 1977. године у продукцији РТВ Титоград.

## Епизоде
| Сезона | Епизода | Назив           | Датум             |
| ------ | ------- | --------------- | ----------------- |
| 1      | 1       | Отац            | 15.децембра 1977. |
| 1      | 3       | /               | 29.децембра 1977. |
| 1      | 4       | За сунцем       | 5. јануара 1978.  |
| 1      | 5       | Рудар           | 12. јануара 1978. |
| 1      | 6       | Маљ Ниџе Тупера | 19. јануара 1978. |
| 1      | 7       | Писмо пуно наде | 26. јануара 1978. |
| 1      | 8       | Својим путем    | 2. фебруара 1978. |

## Улоге
| Глумац            | Улога                     |
| ----------------- | ------------------------- |
| Александар Јаблан | Шалајко (7 еп. 1977-1978) |
| Војислав Мирић    | (4 еп. 1977-1978)         |
| Драгомир Чумић    | (3 еп. 1977-1978)         |
| Љубомир Ћипранић  | (2 еп. 1978)              |
| Ђорђе Јелисић     | Отац (2 еп. 1977)         |
| Зеф Дедивановић   | (2 еп. 1978)              |
| Тања Бошковић     | (2 еп. 1978)              |
| Филип Бусковиц    | (2 еп. 1978)              |
| Слободан Симић    | (1 еп. 1977)              |
| Боро Беговић      | (1 еп. 1978)              |
| Вељко Мандић      | (1 еп. 1978)              |
| Филип Бујошевић   | (1 еп. 1978)              |
| Иво Мартиновић    | (1 еп. 1978)              |
| Брано Вуковић     | (1 еп. 1978)              |
| Будо Секуловић    | (1 еп. 1977)              |
| Злата Раичевић    | (1 еп. 1978)              |
| Драго Маловић     | (1 еп. 1978)              |
| Михаило Радојичић | (непознат број епизода)   |

Комплетна ТВ екипа ▼
| Редитељ            | Бранислав Бастаћ | (7 еп. 1977—1978)                      |
| Сценариста         | Бранислав Бастаћ | (7 еп. 1977—1978)                      |
| Сценариста         | Стеван Булајић   | (7 еп. 1977—1978)                      |
| Сценариста         | Ђорђе Вујовић    | (7 еп. 1977—1978)                      |
| Сценограф          | Бошко Одаловић   | (7 еп. 1977—1978)                      |
| Менаџер продукције | Саво Радуновић   | директор филма (непознат број епизода) |